# A lélekkovács
A lélekkovács (eredeti cím: The Forge) 2024-ben bemutatott amerikai filmdráma, amelyet Alex Kendrick és Stephen Kendrick írt, a War Room – Imával nyert csaták című film spin-offja. A Kendrick fivérek kilencedik filmje, és a hatodik, amelyet a Kendrick Brothers Productions nevű leányvállalatukon keresztül készítettek. A kezdeti öt filmjüket a Sherwood Pictures keretein belül készítették. A főbb szerepekben Cameron Arnett, Priscilla Shirer, Aspen Kennedy, Karen Abercrombie, T.C. Stallings, BJ Arnett, Ken Bevel, Benjamin Watson, Jonathan Evans, Jerry Shirer és Tommy Woodard látható.
Az Amerikai Egyesült Államokban 2024. augusztus 23-án mutatták be a mozikban. Magyarországon 2025. február 27-én jelent meg a Maxon. Általánosságban pozitív véleményeket kapott a kritikusoktól, és világszerte 40 millió dolláros bevételt ért el az 5 millió dolláros költségvetéséből.

## Cselekmény
Isaiah Wright legszívesebben a barátaival kosarazik és videójátékozik. Egy nap édesanyja, Cynthia megkéri fiát arra, hogy segítsen neki a házimunkában, de Isaiah a füle botját sem mozdítja. Anyja azt szeretné, ha munkát vállalna, mivel már elvégezte a középiskolát, és nem tanult tovább főiskolán. Isaiah nem akar munkát keresni, de Cynthia megfenyegeti, hogy kirúgja a házból.
Másnap Isaiah elkezd munkát keresni, és végül a Moore Fitness nevű edzőterembe megy, ahol kitölt egy jelentkezési lapot. Egy ismeretlen férfi besétál és megkérdezi tőle, mit keres ott. Isaiah nem akar vele szóba állni, azonban kiderül róla, ő a cég elnöke, Joshua Moore. Isaiah már távozni készülne, de Joshua meghívja ebédre. Odaadja  névjegykártyáját, és feltesz neki három kérdést a következő ajánlattal: hívja fel, amint meg tudja válaszolni őket.

## Szereplők
| Szerep                               | Színész           | Magyar hang     |
| ------------------------------------ | ----------------- | --------------- |
| Joshua Moore                         | Cameron Arnett    | Makranczi Zalán |
| Elizabeth Jordan                     | Priscilla Shirer  | Bertalan Ágnes  |
| Cynthia Wright                       | Priscilla Shirer  | Bertalan Ágnes  |
| Isaiah Wright, Cynthia tizenéves fia | Aspen Kennedy     | Hamvas Dániel   |
| Miss Clara Williams                  | Karen Abercrombie |                 |
| Tony Jordan, Elizabeth férje         | T.C. Stallings    |                 |
| Janelle Moore, Joshua felesége       | BJ Arnett         |                 |
| James                                | Ken Bevel         |                 |
| önmaga                               | Benjamin Watson   |                 |
| Jonathan                             | Jonathan Evans    |                 |
| Vaughn                               | Jerry Shirer      |                 |
| Bobby                                | Tommy Woodard     |                 |
| Wanda                                | Marianne Haaland  |                 |
| Danielle Jordan                      | Alena Pitts       |                 |
| Tim Watson                           | Joseph Callender  |                 |
| Abigail Watson                       | Alexandra Rose    | Tamási Nikolett |
| Emett                                | Stiggidy Steve    | Szatmári Attila |

### Magyar változat
- Magyar szöveg: Moduna Zsuzsanna
- Hangmérnök: Hadfi Dezső
- Vágó: Kozma Judit
- Gyártásvezető: Lajtai Erzsébet
- Szinkronrendező: Kozma Mari

A szinkront a Mikroszinkron készítette el.

## A film készítése
2023 novemberében bejelentették, hogy az Alex Kendrick által rendezett filmdráma forgatása június és július között befejeződött a Georgia állambeli Albanyban. Cameron Arnett, Priscilla Shirer, Aspen Kennedy, Karen Abercrombie, T.C. Stallings, BJ Arnett, Ken Bevel, Benjamin Watson, Jonathan Evans, Jerry Shirer és Tommy Woodard alkotják a szereplőgárdát.

## Bemutató
A lélekkovács 2024. augusztus 23-án jelent meg a Sony Pictures Releasing forgalmazásában. Decemberben elérhetővé vált a Netflixen is.